# EFA Champions Cup der Frauen 2016
Der EFA Champions Cup 2016 der Frauen im Faustball auf dem Feld fand am 2. und 3. Juli 2016 in Jona statt. Der gastgebende TSV Jona unterlag in der Neuauflage des Vorjahresfinals dem TSV Dennach aus Deutschland. Nach 2005 wurde zum zweiten Mal ein Champions Cup auf dem Feld in Jona ausgetragen.

## Teilnehmer
Acht Mannschaften aus den drei führenden Faustball-Ländern der EFA nahmen am Champions Cup teil: 
| Deutschland - TSV Dennach (Meister, Titelverteidiger) - MTSV Selsingen (Vizemeister) - SV Moslesfehn (3. Platz) | Schweiz - TSV Jona (Meister) - STV Schlieren (Vizemeister) - STV Oberentfelden-Amsteg (3. Platz) | Österreich - FBC ABU Linz Urfahr (Meister) - FSC Wels 08 (Vizemeister) |

## Spielplan
| Gruppe A      | Gruppe B                 |
| ------------- | ------------------------ |
| SV Moslesfehn | TSV Dennach              |
| FSC Wels 08   | FBC ABU Linz Urfahr      |
| STV Schlieren | STV Oberentfelden-Amsteg |
| TSV Jona      | MTSV Selsingen           |

### Vorrunde

#### Gruppe A
| Samstag, 2. Juli 2016 |   |       |               |   |               |                                     |
| 1                     | 1 | 11:15 | TSV Jona      | – | STV Schlieren | 3:0 (11:9, 11:4, 14:12)             |
| 2                     | 2 | 11:15 | SV Moslesfehn | – | FSC Wels 08   | 3:0 (11:7, 11:7, 11:5)              |
| 5                     | 1 | 13:45 | SV Moslesfehn | – | TSV Jona      | 2:3 (11:8, 5:11, 11:13, 11:7, 7:11) |
| 6                     | 2 | 13:45 | FSC Wels 08   | – | STV Schlieren | 3:2 (13:15, 11:6, 11:8, 4:11, 11:8) |
| 9                     | 1 | 16:15 | FSC Wels 08   | – | TSV Jona      | 0:3 (4:11, 5:11, 4:11)              |
| 10                    | 2 | 16:15 | STV Schlieren | – | SV Moslesfehn | 0:3 (8:11, 7:11, 6:11)              |

| Pl. | Team          | Sp. | Sätze | Ballverh. | Pkt. |
| --- | ------------- | --- | ----- | --------- | ---- |
| 1   | TSV Jona      | 3   | 9:2   | 119:83    | 6    |
| 2   | SV Moslesfehn | 3   | 8:3   | 111:90    | 4    |
| 3   | FSC Wels 08   | 3   | 3:8   | 82:114    | 2    |
| 4   | STV Schlieren | 3   | 2:9   | 94:119    | 0    |

#### Gruppe B
| Samstag, 2. Juli 2016 |   |       |                   |   |                   |                                |
| 3                     | 1 | 12:30 | TSV Dennach       | – | MTSV Selsingen    | 3:0 (11:6, 11:9, 13:11)        |
| 4                     | 2 | 12:30 | FBC Linz Urfahr   | – | STV Oberentfelden | 3:0 (11:6, 11:9, 13:11)        |
| 7                     | 1 | 15:00 | TSV Dennach       | – | STV Oberentfelden | 3:0 (11:7, 11:3, 11:7)         |
| 8                     | 2 | 15:00 | FBC Linz Urfahr   | – | MTSV Selsingen    | 3:1 (11:9, 11:9, 10:12, 14:12) |
| 11                    | 1 | 17:30 | TSV Dennach       | – | FBC Linz Urfahr   | 3:0 (11:7, 11:7, 11:8)         |
| 12                    | 2 | 17:30 | STV Oberentfelden | – | MTSV Selsingen    | 1:3 (6:11, 8:11, 11:7, 8:11)   |

| Pl. | Team              | Sp. | Sätze | Ballverh. | Pkt. |
| --- | ----------------- | --- | ----- | --------- | ---- |
| 1   | TSV Dennach       | 3   | 9:0   | 101:65    | 6    |
| 2   | FBC Linz Urfahr   | 3   | 6:4   | 101:95    | 4    |
| 3   | MTSV Selsingen    | 3   | 4:7   | 108:114   | 2    |
| 4   | STV Oberentfelden | 3   | 1:9   | 70:106    | 0    |

### Endrunde

#### Qualifikation Plätze 5–8
| Sonntag, 3. Juli 2016 |   |       |                          |   |               |                         |
| 13                    | 1 | 10:00 | MTSV Selsingen           | – | STV Schlieren | 2:1 (11:13, 11:6, 11:6) |
| 14                    | 2 | 10:00 | STV Oberentfelden-Amsteg | – | FSC Wels 08   | 2:0 (11:3, 11:9)        |

#### Halbfinale
| Sonntag, 3. Juli 2016 |   |       |             |   |                     |                              |
| 15                    | 1 | 11:00 | TSV Jona    | – | FBC ABU Linz Urfahr | 3:0 (11:9, 11:9, 11:7)       |
| 16                    | 2 | 11:00 | TSV Dennach | – | SV Moslesfehn       | 3:1 (11:5, 9:11, 11:2, 11:8) |

#### Platzierungsspiele
| Sonntag, 3. Juli 2016 |   |         |       |                     |   |                          |                                     |
| 17                    | 2 | Platz 7 | 12:15 | STV Schlieren       | – | FSC Wels 08              | 2:0 (15:13,11:6)                    |
| 18                    | 1 | Platz 5 | 12:15 | MTSV Selsingen      | – | STV Oberentfelden-Amsteg | 2:0 (11:5, 11:7)                    |
| 19                    | 1 | Platz 3 | 13:15 | FBC ABU Linz Urfahr | – | SV Moslesfehn            | 1:3 (11:6, 9:11, 14:15, 8:11)       |
| 20                    | 1 | Finale  | 13:15 | TSV Jona            | – | TSV Dennach              | 2:3 (11:8, 11:9, 13:15, 3:11, 5:11) |

## Platzierungen
| Platz | Land                     |
| ----- | ------------------------ |
| 1.    | TSV Dennach              |
| 2.    | TSV Jona                 |
| 3.    | SV Moslesfehn            |
| 4.    | FBC ABU Linz Urfahr      |
| 5.    | MTSV Selsingen           |
| 6.    | STV Oberentfelden-Amsteg |
| 7.    | STV Schlieren            |
| 8.    | FSC Wels 08              |